# 留壽都村
留壽都村（日语：／ Rusutsu mura */?）是北海道後志綜合振興局東南部的城鎮，隸屬於虻田郡。當地以農業為主，主要農產品包括馬鈴薯、甜菜、蘆筍跟蘿蔔。村名源自阿伊努語的「ru-sut」，意思為山麓的路。

## 人口
| 留壽都村人口分布圖 |                                                 |  |
| 留壽都村與日本全國年齡別人口分布比較圖 （2005年資料） | 留壽都村的年齡、男女別人口分布圖 （2005年資料） |  |
| ■紫色是留壽都村 ■綠色是全国 | ■藍色是男性 ■紅色是女性                         |  |
| 留壽都村人口變化 \| 1970年 \| 2,615人 \| \| \| 1975年 \| 2,246人 \| \| \| 1980年 \| 2,075人 \| \| \| 1985年 \| 2,171人 \| \| \| 1990年 \| 2,369人 \| \| \| 1995年 \| 2,388人 \| \| \| 2000年 \| 2,227人 \| \| \| 2005年 \| 2,165人 \| \| \| 2010年 \| 2,035人 \| \| \| 2015年 \| 1,907人 \| \| \| 2020年 \| 1,911人 \| \| |                                                 |  |
| 資料來源：日本總務省統計中心提供之人口普查數據 |                                                 |  |
| 1970年 | 2,615人                                         |  |
| 1975年 | 2,246人                                         |  |
| 1980年 | 2,075人                                         |  |
| 1985年 | 2,171人                                         |  |
| 1990年 | 2,369人                                         |  |
| 1995年 | 2,388人                                         |  |
| 2000年 | 2,227人                                         |  |
| 2005年 | 2,165人                                         |  |
| 2010年 | 2,035人                                         |  |
| 2015年 | 1,907人                                         |  |
| 2020年 | 1,911人                                         |  |

## 歷史
- 1871年：仙台藩支藩的阿部嘉左衛門隨伊達邦成來到北海道膽振地方之後，再遷移到此地，成為紀錄上最早來到此地的和人。[3]
- 1897年6月13日：真狩村從虻田村（後來的虻田町，已合併為洞爺湖町）分村。
- 1906年4月1日：真狩村成為北海道二級村。
- 1910年3月1日：改隸屬後志支廳之管轄。
- 1917年4月1日：喜茂別村（現在的喜茂別町）從真狩村分割獨立設置為北海道二級村。
- 1922年4月1日：真狩別村（現在的真狩村）從真狩村分割獨立設置為北海道二級村。
- 1925年2月1日：真狩村改名為留壽都村。

## 交通
該村沒有鐵路線穿過。日本國鐵膽振線過去曾在該地區運行，並計劃將鐵路延伸到留壽都村，但該線於1986年停駛。

### 道路
| 一般國道 - 國道230號 | 主要地方道 - 北海道道66號岩內洞爺線 道道 - 北海道道230號三之原二世古線 - 北海道道257號留壽都喜茂別線 - 北海道道560號仲洞爺留壽都線 - 北海道道777號川崎三之原線 |

### 巴士
- 道南巴士

## 觀光資源
景點
- 赤靴古幸公園
- 赤靴公園
- 留壽都溫泉
- 留壽都度假村

## 教育
高等學校
- 北海道留壽都高等學校（日语：北海道留寿都高等学校）

中學校
- 留壽都村立留壽都中學校

小學校
- 留壽都村立留壽都小學校

## 外部連結
- （日語） 留壽都村觀光資訊